# William Wyatt

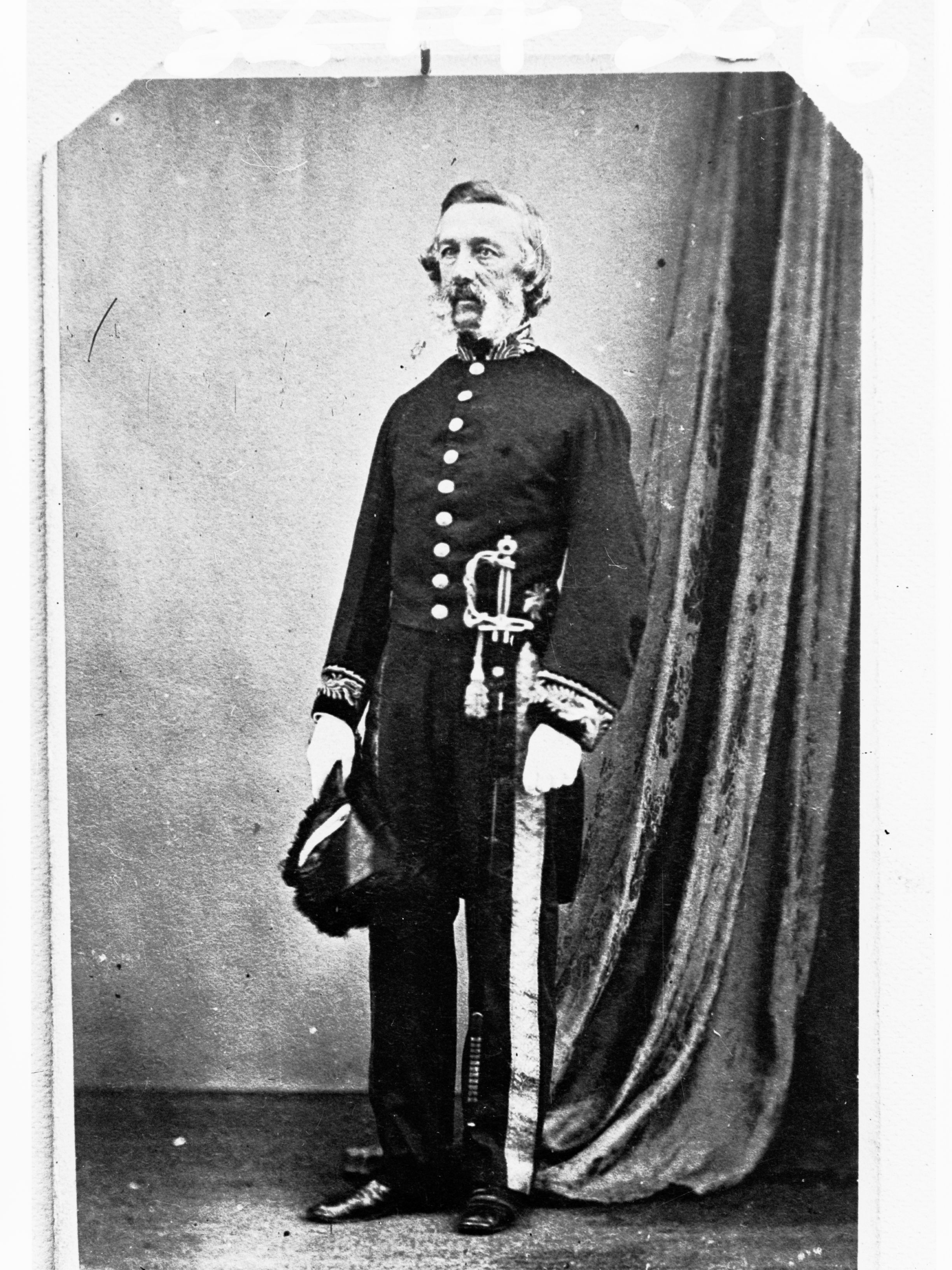
William Wyatt

William Wyatt (* 1804 in Plymouth, Devon, Großbritannien; † 10. Juni 1886 in Adelaide, South Australia, Australien) war ein britischer Chirurg, Grundbesitzer, Beamter und Protector of Aborigines.
Im Alter von 16 Jahren wurde er zum Chirurgen ausgebildet und erhielt eine Lizenz für die Worshipful Company of Apothecaries in London und zum Chirurgen in einer großen Krankenhausapotheke. 1828 wurde er ins Royal College of Surgeons aufgenommen und eröffnete eine private Praxis in Plymouth. In Plymouth war er Kurator des Museum of the Literary and Scientific Institution, studierte Zoologie und weitere Wissenschaften, die Bezüge zur Medizinwissenschaft haben.
1836 bewarb er sich erfolglos für eine Stelle in Australien. Dennoch immigrierte er mit seiner Frau im Februar 1837 nach Adelaide, wo er Land erwarb. Später kaufte er auch weiteres Land um Port Lincoln. Als Chirurg praktizierte er nicht, obwohl er behauptete, dass er die erste Amputation eines Beins in diesem Gebiet durchführte. Er wurde 1837 zum Protector of Aborigines ernannt, des Weiteren zum städtischen und kolonialen Rechtsmediziner. Ein Jahr später wurde er Friedensrichter, Mitglied einer lokalen Schulgesellschaft und gründete den South Australian Club. Als Protector konnte er wenig für die Aborigines bewirken, da dieses Amt kaum Befugnisse und nur wenig Macht besaß. Für seinen Einsatz für die Interessen der Aborigines wurde er oft gerügt, schließlich trat er von diesem Amt 1839 resigniert zurück.
Da sich die Nachfrage von Land stark entwickelte, verdiente er sein Einkommen durch Landverkäufe. In der Depression der 1840er Jahre handelte Wyatt weiter mit Landeigentum und wurde 1844 Mitglied des Medical Board, dessen Sekretär er bis zu seinem Tode war.
Er engagiert sich für die Trinity Church, Collegiate School of St Peter und für Einwanderer und wurde Direktor der Colonial Railway Co.. In den 1850er Jahren nahm er führend an der Errichtung von sozialen und gesellschaften Institutionen wie der South Australian Institute, Acclimatization Society, Botanic Gardens, Royal Society und Society of Arts teil. 1851 wurde er zum ersten Schulinspektor in South Australia ernannt.
Wyatt publizierte 1883 eine Monographie über Certain Crustacea Entomostraca 1879 und Some account of the manners and superstitions of the Adelaide and Encounter Bay Aboriginal tribes. In: J. D. Woods et al.: Native Tribes of South Australia. William Wyatt starb 1886 in Adelaide.